# 天后宫 (镇远县)
天后宫坐落在中华人民共和国贵州省黔东南苗族侗族自治州镇远县新中街，背倚石屏山，南临㵲阳河。在中国大陆内陆地区，只有湖南省芷江侗族自治县、贵州省镇远县和黄平州有天后宫。

## 沿革
清朝乾隆《镇远府志·祠祀》中载，镇远县的天后宫在“府治西新城门后”。当时已“废阙无存”。同治十二年（1873年），福建籍的镇远知县林品南率领福建籍商人捐款重建正殿。光绪三年（1877年），福建籍贯商人捐款重修抱厦。
1985年11月3日，贵州省人民政府将其列入贵州省重点文物保护单位。

## 建筑
天后宫占地面积2371.77平方米，建筑面积1200平方米，背倚石屏山，南临㵲阳河。从㵲阳河天后宫码头开始有88级宽石阶梯铺至山门。现存建筑有：石阶、山门、正殿、耳房、前廊、膳堂，前院两厢、侧院客堂、厢房、戏台等。

### 山门
山门是砖头建成的四柱三间三楼歇山顶牌楼，高9米，宽5.7米，石条门，门楣中镂刻有行书直竖石碑，上面书写“天后宫”三个大字。两侧砖柱对联是：“四海永清是渭水轮转地，八风从律固知后德配天。”楹长3.1米，宽0.26米，字0.2米见方，横联是“海国安澜”。
山门后面西方是一个长方形的庭院，南面围墙建在悬崖之上。小院北侧依山势砌筑，有宽40米，高3米的高台，一条长排宽石阶梯正中有垂带两条，垂带中间有浮雕“龙凤呈祥”等图案，浮雕现在已经损毁。

### 正殿
正殿分前殿和后殿，殿内用石板铺地，殿内供奉海神“妈祖”，背饰镂空灰塑二龙戏珠，具有典型的闽南地区建筑风格，抱厦屋面舒展，线条流畅，雕工精美。
前殿面阔五间，穿斗结构，明间减柱，两侧有“八”字封火院墙，重檐歇山顶，天花下有斗八藻井一口，外檐四周有如意斗拱，殿前台阶两旁有抱鼓石。正殿明间是六合隔扇门，两侧个六扇蓝槛窗。窗棂上雕刻着小朵梅花。次间各有直径1.5米的雕花圆窗，上面刻有鸟雀。东西耳房前有两口天井，各有防火石水缸一口。正殿东侧用高封火墙围住，里面有戏台和膳堂等建筑。西侧用府城墙作为基础，上面建有厢房四间，靠北有碉堡一座当作战事发生时的瞭望台使用。
后殿屋顶是封火山墙式硬山顶，正脊是泥塑“双龙抢宝”脊。两条游龙龙首相对，张嘴相对着中间宝鼎，是立体雕塑，雕刻精美。明间内檐天花板有斗八藻井一口，明间龛内供奉有妈祖像和侍从像。

## 照片墙
- 天后宫正殿。
- 天后宫妈祖像。
- 天后宫戏台。